# Zeba
Fernando José Magalhães Pacheco Filho, conhecido como Zeba (Niterói, 25 de maio de 1983) é um handebolista brasileiro, que atua como armador.

## Trajetória esportiva
Na infância, seu primeiro esporte foi o tênis, mas na escola começou a praticar handebol. Passou a treinar no Niterói Rugby e, depois, foi para o Vasco da Gama. Em 2003 participou do campeonato brasileiro e foi o melhor armador direito e artilheiro, desempenho que proporcionou o convite para jogar em São Caetano.
Foi convocado para a seleção brasileira de base em 1995, e para a seleção adulta em 2005. Em 2007 conquistou a medalha de ouro nos Jogos Pan-Americanos do Rio de Janeiro, e se transferiu para o Esporte Clube Pinheiros.
Em 2008 foi aos Jogos Olímpicos de Pequim, onde o Brasill alcançou o décimo primeiro lugar, e ele foi eleito o melhor jogador do Brasil.
Ganhou a medalha de prata nos Jogos Pan-Americanos de Guadalajara, em 2011.